# سیارک ۱۷۷۷۹
سیارک ۱۷۷۷۹ (به انگلیسی: 17779 Migomueller، نامگذاری:1998FK12) هفده هزار و هفتصد و هفتاد و نهمین سیارک کشف شده‌است که در ۲۶ مارس ۱۹۹۸ کشف شد.
قدر مطلق سیارک برابر ۲۳.۴ است.